# Scylla serrata
Scylla serrata är en kräftdjursart som först beskrevs av Forskål 1775.  Scylla serrata ingår i släktet Scylla och familjen simkrabbor. Inga underarter finns listade i Catalogue of Life.

## Bildgalleri

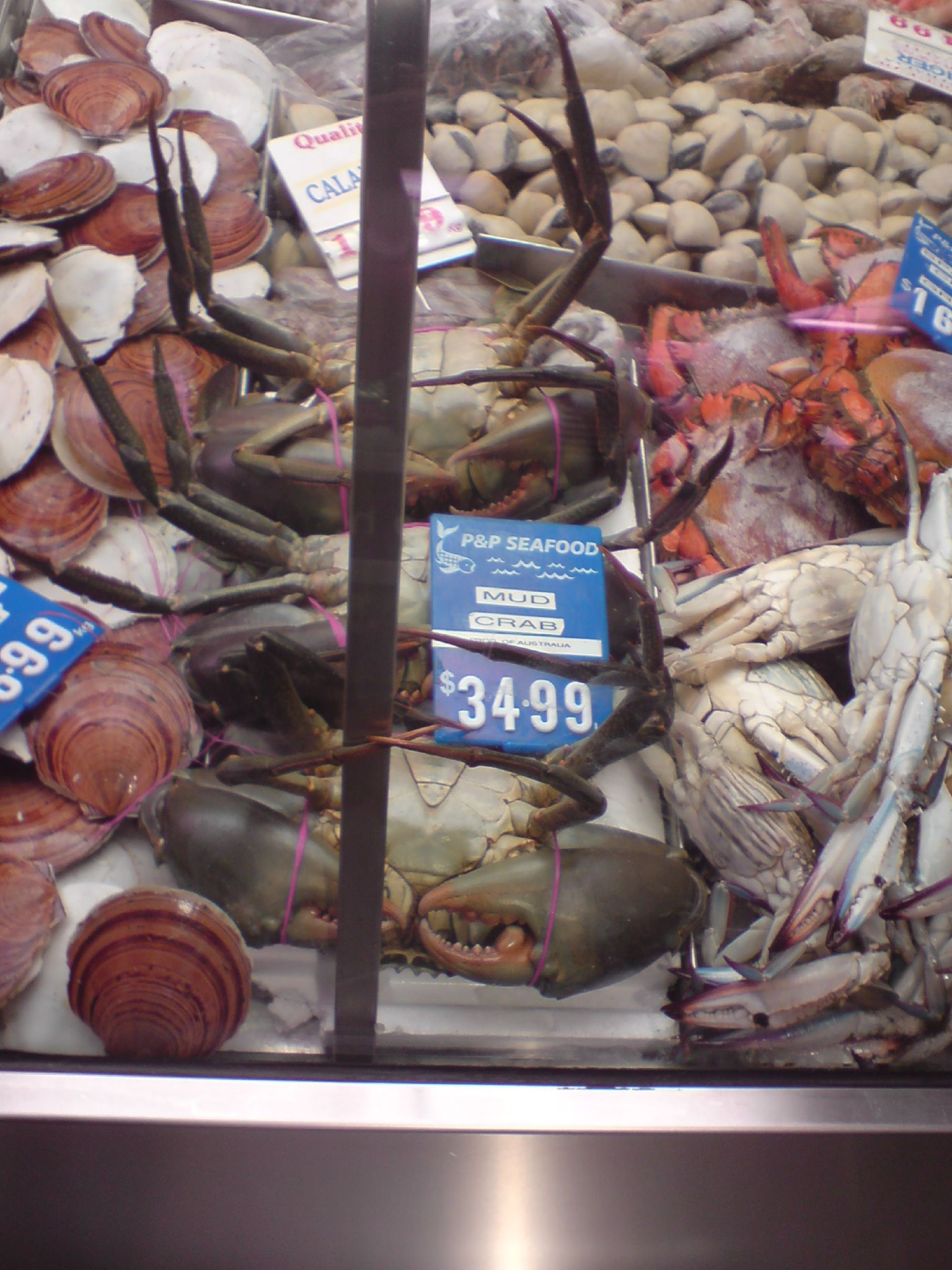